# Никитин, Владимир Андреевич
Владимир Андреевич Никитин (18 апреля 1956, Черновцы, Украинская ССР, СССР — 22 августа 1996, Черновцы, Украина) — советский футболист, выступал на позиции вратаря. Большую часть карьеры провёл в «Буковине» (Черновцы), где является рекордсменом по количеству сыгранных матчей среди голкиперов. Также считается одним из самых молодых дебютантов в истории черновицкого клуба (20 июня 1972 — в день дебюта Владимиру было 16 лет, 2 месяца и 2 дня).

## Биография
В футбол начинал играть в 1970-х годах в черновицкой «Буковине» во второй союзной лиге. В 1975 году был призван на службу в вооруженные силы, где по направлению попал в спортивный клуб армии города Луцк, за который провел 2 кубковых поединка. В 1976 году вместе с командой перенаправлен во Львов, где он записал в свой актив 9 официальных матчей.
По окончании срока службы Владимир вернулся в родную «Буковину», в которой на долгие годы закрепился в основном составе, в течение 1978—1980 сезонов неизменно был основным голкипером команды. В 1982 году был приглашен в команду высшей лиги СССР «Шахтёр» (Донецк), где провёл 9 матчей (6 — в чемпионате и 3 — в кубке). После чего снова вернулся в родной клуб где снова выполнял роль основного вратаря.
Всего за «Буковину» отыграл 12 сезонов и провёл 335 матчей, что позволило ему стать одним из рекордсменов черновицкой команды по количеству проведённых матчей (в качестве вратаря по этому показателю 1-й в истории клуба).
Окончательно карьеру футболиста завершил в 1991 году в клубе «Булат», после чего вернулся в родной город и работал в команде «Лада». Среди наиболее известных его воспитанников, является Андрей Мельничук. В 1996 году ушёл из жизни в 40-летнем возрасте.

## Достижения
- Серебряный призёр чемпионата УССР (1): 1980